# Michael Irvin
Michael Jerome Irvin (5 de março de 1966, Fort Lauderdale, Flórida) é um ex-jogador de futebol americano que atuava como wide receiver do Dallas Cowboys, e mais tarde seguiu a carreira de ator. Atualmente, é analista esportivo, tendo trabalhado no programa da ESPN, NFL Countdown, e também para a NFL Network. Irvin era conhecido como "The Playmaker" por se esforçar em fazer grandes jogadas na faculdade. Em 2007, ele foi induzido no Hall da Fama do futebol americano.
Irvin fez parte do chamado "The Triplets" ("Os Três") junto com Troy Aikman e Emmitt Smith. Juntos, esses jogadores ganharam três Super Bowls para Dallas, transformando o Cowboys na dinastia da Década de 1990.

## Carreira universitária
O 15° de 17 irmãos, Irvin nasceu em Fort Lauderdale, Flórida. Cristão, ele primeiro freqüentou a Piper High School e se tornou uma estrela do futebol americano na St. Thomas Aquinas High School.
Ele foi fortemente recrutado pela Universidade de Miami em um dos principais programas de futebol americano universitário do país. Em Miami, sob o comando do técnico Jimmy Johnson, Irvin estabeleceu recordes escolares para recepções (143), jardas recebidas (2.423 - depois quebradas por Santana Moss) e recepções para touchdown (26).
Ele era membro da equipe de 1987 que foi campeão nacional e fez uma das jogadas mais lendárias da história da escola naquele ano, marcando um TD em um passe de 73 jardas de Steve Walsh no quarto quarto que proporcionou a vitória de Miami contra a Universidade do Estado da Flórida.
Irvin pulou seu último ano de elegibilidade em Miami e se declarou para o Draft de 1988.
Irvin foi introduzido no Hall of Fame da Universidade de Miami em 2000.

### Estatísticas
- 1985: 46 recepções para 840 jardas e 9 TD.[4]
- 1986: 53 recepções para 868 jardas e 11 TD.
- 1987: 44 recepções para 715 jardas e 6 TD. 2 corridas para 4 jardas.

## Carreira profissional

### Dallas Cowboys
Irvin foi selecionado pelo Dallas Cowboys na 11° escolha na primeira rodada do Draft de 1988. Ele foi a última escolha de draft feita pelos Cowboys sob a liderança do gerente geral Tex Schramm, do diretor de equipes Gil Brandt e do técnico Tom Landry. Irvin se tornou o primeiro novato na história dos Cowboys a ser titular na abertura de temporada em 20 anos, quando conseguiu seu primeiro touchdown da carreira. Ele também pegou 3 touchdowns na vitória dos Cowboys sobre o Washington Redskins, uma das apenas três vitórias nessa temporada, a final da carreira de Landry. Ele terminou a temporada liderando a NFC com uma média de 20,4 jardas por recepção.
Os infortúnios dos Cowboys continuaram no ano seguinte, quando terminaram com um recorde de 1-15, o pior da história da franquia, as lesões limitaram Irvin a apenas seis jogos nessa temporada. A contusão impediu que ele jogasse até o quarto jogo da temporada de 1990, mas ele registrou sua primeira recepção somente no sétimo jogo e terminou a temporada com apenas 20 recepções para 413 jardas, mas também teve uma média de 20,7 jardas por recepção.
Em 1990, com a força de jogadores como Jay Novacek, Troy Aikman e Emmitt Smith, a equipe começou a melhorar, terminando a temporada com um recorde de 7-9, e postando um recorde de 11-5 em 1991. Irvin foi uma grande razão para a volta dos Cowboys aos playoff em 1991, terminando com 93 recepções (segundo na liga), 1.523 jardas de recepção (liderou a liga), 8 touchdowns e estabeleceu um recorde da franquia com sete jogos de 100 jardas. Ele foi selecionado para a equipe All-Pro naquele ano e foi para o primeiro de cinco Pro Bowls consecutivos.
De 1991 a 1998, Irvin registrou uma temporada de 1.000 jardas em todos os anos, com exceção de um ano, acumulando impressionantes 10.265 jardas ao longo de um período de oito anos. Ao longo do caminho, os Cowboys fizeram quatro aparições seguidas no NFC Championship Game (1992–1995) e conquistaram três títulos do Super Bowl com vitórias seguidas sobre o Buffalo Bills no Super Bowl XXVII e no Super Bowl XXVIII, e o Pittsburgh Steelers no Super Bowl XXX.
Sua melhor temporada foi em 1995, quando ele estabeleceu recordes da franquias para recepções (111) e jardas recebidas (1.603), ao mesmo tempo marcando 10 touchdowns e estabelecendo um recorde da NFL com 11 jogos com mais de 100 jardas recebidas. Ele acrescentou sete recepções para 100 jardas e dois touchdowns contra o Green Bay Packers no NFC Championship Game, a caminho da terceira vitória dos Cowboys no Super Bowl em um período de quatro temporadas.

### Vencendo Super Bowls nos anos 90
Em 1992 e 1993, Irvin foi um jogador chave nas equipes que ganharam Super Bowls nos Cowboys. Um de seus maiores desempenhos foi no Super Bowl XXVII, onde ele pegou sete passes para 114 jardas e dois touchdowns. Seus dois touchdowns capturados foram ambos no segundo quarto e ocorreram em um intervalo de apenas 18 segundos, o par mais rápido de touchdowns já marcado por um jogador na história do Super Bowl. Ele também se tornou apenas o segundo jogador a marcar dois touchdowns em um quarto de um Super Bowl, depois de Ricky Sanders, do Washington Redskins, no Super Bowl XXII.
Irvin também foi um dos principais contribuintes nas vitórias dos Cowboys no Super Bowl XXVIII e no Super Bowl XXX, registrando cinco recepções para 66 jardas no primeiro e cinco recepções para 75 jardas no segundo.

### Lesão que terminou sua carreira
Recuperado de sua lesão na clavícula, Irvin voltou a ter anos muito sólidos em 1997 e 1998. Durante o quinto jogo da temporada de 1999, Irvin foi derrubado pelo defensive back do Philadelphia Eagles, Tim Hauck, e bateu com a cabeça no gramado.
Irvin foi retirado do campo em uma maca com os fãs dos Eagles aplaudindo, esse jogo provou ser seu último. Ele sofreu uma lesão na medula espinhal cervical sem risco de vida e foi posteriormente diagnosticado com uma estreita coluna vertebral (estenose espinhal cervical), que o obrigou a se aposentar precocemente.

### Recordes e honras

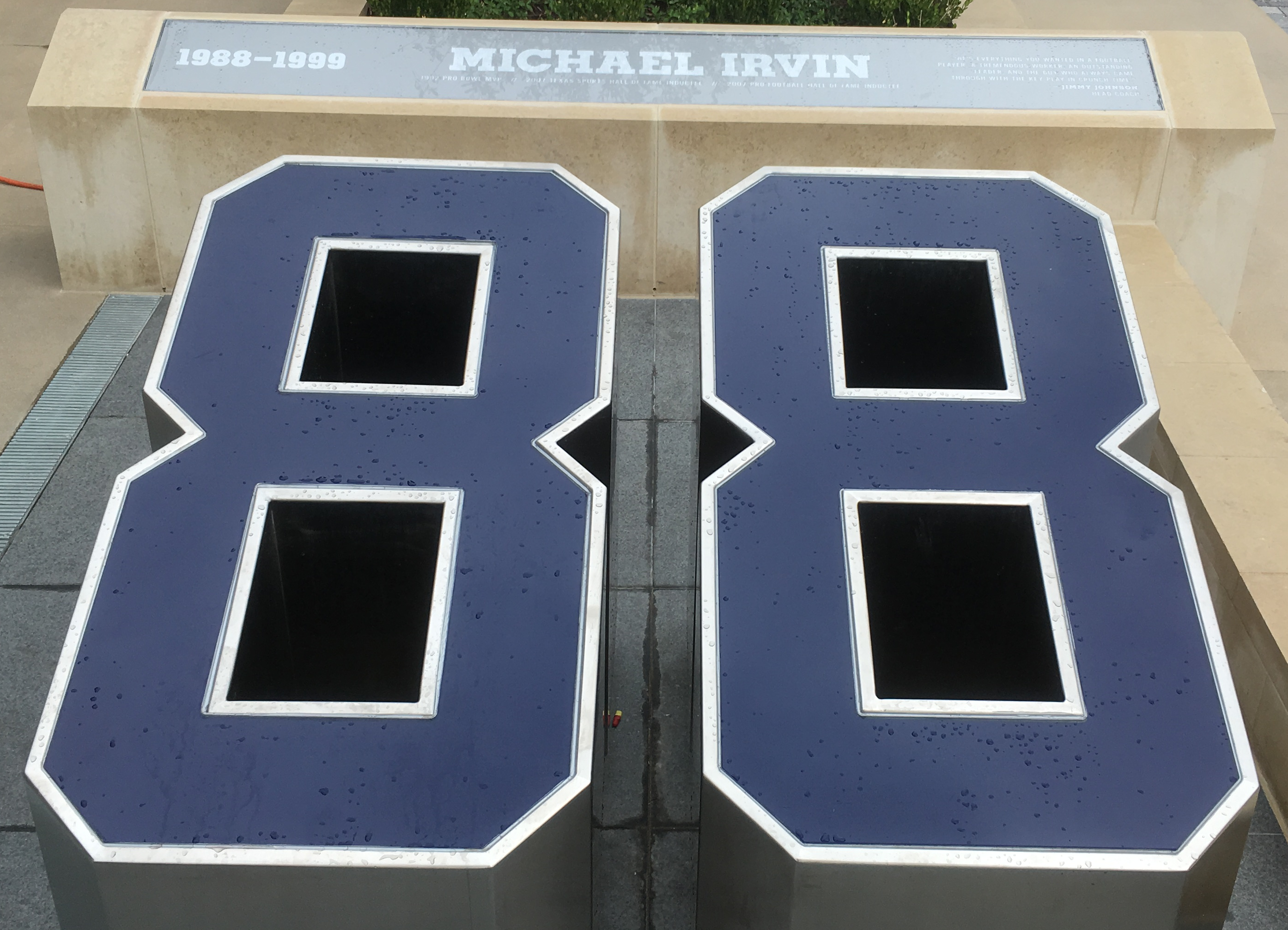
O número de Irvin exibido na sede do Dallas Cowboys.

Irvin terminou sua carreira com 750 recepções para 11.904 jardas e 65 touchdowns. Seus 47 jogos com 100 jardas são o oitavo lugar na história da NFL, empatados com Torry Holt. Irvin foi selecionado para cinco Pro Bowls (2 a mais que qualquer outro wide receiver na história dos Cowboys) e foi nomeado o MVP do Pro Bowl de 1992 depois de pegar 8 passes para 125 jardas e um touchdown.
Como parte do time titular do Dallas no ataque, Irvin foi uma força consistente a ser considerada na temporada regular, mas também se destacou no pós-temporada, onde seus seis jogos com 100 jardas fica apenas atrás da marca de Jerry Rice (8). Suas 87 recepções na pós-temporada colocam-no em segundo lugar na história dos playoffs da NFL, novamente atrás de Rice (151), e suas 1.315 jardas estão em segundo lugar atrás de Rice (2.245).
Em parte por causa da capacidade de Irvin de empurrar o defensor com tanta facilidade, a NFL acabou mudando suas regras para se ajustar a jogadores que imitavam o estilo físico de Irvin.
Na época de sua aposentadoria, ele possuía ou estava empatado em 20 recordes dos Cowboys. Apesar de seu estilo "Playmaker" no campo e personalidade chamativa que ficou evidente em seus comentários animados como um dos principais analistas da NFL na ESPN, Irvin é mais lembrado por seus companheiros como um companheiro tranquilo. Daryl Johnston da Fox disse em uma teleconferência nacional: "Michael era o cara mais difícil de trabalhar em nossa equipe... Ele era um cara que tomou algumas decisões erradas, mas ele nunca levou nada a público e ele nunca falou contra ninguém em nossa equipe. Ele não foi um problema, ele foi uma inspiração". Atualmente, Irvin tem alta consideração por jogadores que são, como ele gosta de chamar na Universidade de Miami, "The U", como Frank Gore e Edgerrin James.
Juntamente com seus ex-companheiros de equipe, Troy Aikman e Emmitt Smith, Irvin foi introduzido no Dallas Cowboys Ring of Honor em 19 de setembro de 2005.

### Introdução no Pro Football Hall of Fame
Em 4 de agosto de 2007, Irvin foi introduzido no Hall da Fama do Futebol Profissional, fazendo um discurso lacrimoso no qual ele se referiu tanto à sua vida como jogador de futebol  americano quanto aos muitos erros que cometeu em sua vida. Seu discurso foi elogiado por muitos comentaristas da NFL como sinceros, incluindo aqueles que estavam inclinados a não gostar dele.
Em 14 de outubro de 2007, Michael Irvin aceitou seu anel do Hall of Fame no Texas Stadium durante o intervalo do jogo Dallas Cowboys – New England Patriots. Em seu discurso, ele propôs ao comissário Roger Goodell que todos os novatos façam uma visita ao Hall da Fama do Futebol Profissional para entender melhor a história do futebol americano profissional.

## Estatísticas da carreira
| Ano      | Time     | Jogos | Recebendo | Recebendo | Recebendo | Recebendo | Recebendo | Correndo | Correndo | Correndo | Correndo |
| Ano      | Time     | Jogos | Rec       | Jardas    | Média     | Long      | TD        | Ten      | Jardas   | TD       | Long     |
| -------- | -------- | ----- | --------- | --------- | --------- | --------- | --------- | -------- | -------- | -------- | -------- |
| 1988     | DAL      | 14    | 32        | 654       | 20,4      | 61        | 5         | 1        | 2        | 0        | 2        |
| 1989     | DAL      | 6     | 26        | 378       | 14,5      | 65        | 2         | 1        | 6        | 0        | 6        |
| 1990     | DAL      | 12    | 20        | 413       | 20,7      | 61        | 5         | 0        | 0        | 0        | 0        |
| 1991     | DAL      | 16    | 93        | 1 523     | 16,4      | 66        | 8         | 0        | 0        | 0        | 0        |
| 1992     | DAL      | 16    | 78        | 1 396     | 17,9      | 87        | 7         | 1        | -9       | 0        | -9       |
| 1993     | DAL      | 16    | 88        | 1 330     | 15,1      | 61        | 7         | 2        | 6        | 0        | 9        |
| 1994     | DAL      | 16    | 79        | 1 241     | 15,7      | 65        | 6         | 0        | 0        | 0        | 0        |
| 1995     | DAL      | 16    | 111       | 1 603     | 14,4      | 50        | 10        | 0        | 0        | 0        | 0        |
| 1996     | DAL      | 11    | 64        | 962       | 15,0      | 61        | 2         | 0        | 0        | 0        | 0        |
| 1997     | DAL      | 16    | 75        | 1 180     | 15,7      | 55        | 9         | 0        | 0        | 0        | 0        |
| 1998     | DAL      | 16    | 74        | 1 057     | 14,3      | 51        | 1         | 1        | 1        | 0        | 1        |
| 1999     | DAL      | 4     | 10        | 167       | 16,7      | 37        | 3         | 0        | 0        | 0        | 0        |
| Carreira | Carreira | 159   | 750       | 11 904    | 15,9      | 87        | 65        | 6        | 6        | 0        | 9        |

Fonte: NFL.com

## Vida pessoal

### Alegação de agressão sexual em 1996
Em 1996, enquanto os Cowboys se preparavam para jogar contra o Carolina Panthers no Divisional Round da NFC, a mídia afirmou que Irvin e seu companheiro de equipe, Erik Williams, enquanto estavam sob a influência de cocaína, haviam agredido sexualmente a líder de torcida de Dallas, Nina Shahravan.
Apesar das negativas de Williams e Irvin das alegações, a história ofuscou o jogo, que os Cowboys perderam. Mais tarde, Nina Shahravan provou ter inventado todo o incidente. Ela retratou sua história, declarou-se culpada de perjúrio e apresentou um falso relatório policial, e foi sentenciada a 90 dias de prisão e multa.

### Incidente da Tesoura em 1998
Em 29 de julho de 1998, Irvin supostamente agrediu um jogador de linha ofensiva dos Cowboys chamado Everett McIver. A disputa inicial resultou de Irvin exigir que McIver levantasse de uma cadeira de barbeiro para que ele não precisasse esperar por um corte de cabelo. Durante o curso da disputa, Irvin pegou uma tesoura e esfaqueou McIver no pescoço, quase acertando a artéria carótida.
Foi relatado que Jerry Jones imediatamente negociou um acordo de seis dígitos entre Irvin e McIver em troca do silêncio de McIver e para impedir McIver de buscar acusações criminais contra Irvin.

### Detenções
Um ano após sua aposentadoria da NFL, Irvin foi novamente preso por posse de drogas. Nesse caso, Irvin estava em um apartamento em Dallas com uma mulher não relacionada. Nenhum deles atendeu a porta quando agentes da polícia chegaram com um mandado de busca. A polícia entrou no apartamento forçosamente, encontrando drogas. Irvin e a mulher foram presas, embora as acusações contra Irvin tenham sido abandonadas.
Irvin foi parado em Plano, Texas, por excesso de velocidade em 25 de novembro de 2005. Irvin foi preso por uma multa por excesso de pagamento não remunerado em Irving, Texas, mas também foi acusado de posse de drogas devido à polícia ter revistado seu carro e encontrado um cachimbo e sacolas plásticas com resíduo de maconha. Irvin foi preso por uma contravenção de classe C. Mais tarde ele foi libertado sob fiança.
Em 1 de dezembro de 2005, a ESPN suspendeu Irvin. Ele retornou sem nenhuma menção ou consequência do incidente anterior.

### Alegação de agressão sexual em 2007
Em 4 de julho de 2007, Irvin foi acusado de agressão sexual enquanto estava no Seminole Hard Rock Casino em Hollywood, Flórida. As acusações nunca foram registradas, mas uma ação civil foi movida contra ele em 2010. Irvin entrou com um processo de difamação no valor de US $ 100 milhões, que foi cancelado quando o caso foi resolvido fora dos tribunais em janeiro de 2011.

### Vítima de suposta tentativa de roubo de carro
Irvin alega que ele foi vítima de uma possível tentativa de roubo de carro em Dallas em 12 de janeiro de 2009. Ele registrou um relatório policial alegando que dois homens apontaram uma arma para ele, mas acabaram indo embora depois de comentar que eles eram fãs dos Cowboys.
A polícia de Dallas suspendeu sua investigação duas semanas depois, afirmando que Irvin não havia colaborado na investigação e que, sem mais informações, eles não poderiam prosseguir.

### Investigação de agressão sexual de 2017
Em 2017, a polícia de Fort Lauderdale investigou Irvin por supostamente agredir sexualmente uma mulher na Flórida em 22 de março. Ele negou as acusações.
Em 24 de julho, a Procuradoria do Condado de Broward anunciou que havia encerrado a investigação e que Irvin era inocente.

### Afirmações
Controvérsia continuou a seguir Irvin quando em uma entrevista de rádio de novembro de 2006 no programa Dan Patrick, Irvin brincou que a habilidade atlética do quarterback do Dallas Cowboys, Tony Romo, pode ter sido devido à herança afro-americana, e brincou que os parentes maternos de Romo poderiam ter se envolvido com os "irmãos escravos". Irvin mais tarde se desculpou. Ele explicou-se dizendo: "é assim que eu brinco com Romo quando estamos jogando basquete. Há uma diferença de mim, o jogador e eu, o comentarista".
Em 17 de fevereiro de 2007, durante a sua última edição do SportsCenter, a ESPN anunciou que Irvin não estava mais na rede. O vice-presidente da ESPN Communications, Josh Krulewitz, disse sobre Irvin: "Agradecemos Michael por suas contribuições à ESPN e lhe desejamos boa sorte". No entanto, onze meses depois, em janeiro de 2008, Irvin voltou a ESPN como um programa na ESPN Rádio O&O KESN (103,3 FM) em Dallas, chamado The Michael Irvin Show. Este programa foi ao ar no dia 5 de fevereiro de 2010 e Irvin foi dispensado depois que seu contrato expirou. Um porta-voz da ESPN citou a queda nos índices de audiência e que a notícia de um processo movido contra Irvin por um incidente em 2007, "simplesmente acelerou a situação".
Em um episódio do The Rich Eisen Show, Irvin admitiu ter escapado do vestiário durante o intervalo do Super Bowl XXVII para assistir ao show de Michael Jackson.

## Carreira no entretenimento
Irvin foi um co-protagonista no remake de 2005 de "Golpe Baixo", estrelado por Adam Sandler e Chris Rock. Irvin também estrelou o filme de Sandler, "Jack and Jill", lançado em 11 de novembro de 2011. Ele foi um dos "Pros" em um episódio de "Pros vs. Joes", que colocava ex-atletas profissionais contra pessoas comuns. Ele foi o apresentador do "4th and Long", um reality show sobre futebol americano que foi ao ar na Spike TV. Irvin tem um papel de coadjuvante no drama de basquete de 2017, "Slamma Jamma", como um agente esportivo desprezível.
Irvin falou em um artigo de 2011 na revista Out, sobre seu irmão mais velho homossexual, que morreu de câncer de estômago em 2006. Ele alegou que seus sentimentos iniciais de homofobia em relação ao irmão o levaram a ser mulherengo, mas a aceitação final e sentimentos de amor por seu irmão mais velho fizeram com que ele ajudasse pessoas com dificuldade nessas suas circunstâncias.

Em agosto de 2011, autoridades da Elite Football League of India anunciaram que Irvin estaria entre os principais investidores e conselheiros da liga. Outros importantes patrocinadores americanos incluem o ex-técnico do Chicago Bears, Mike Ditka, o ex-quarterback do Philadelphia Eagles, Ron Jaworski, e o linebacker da NFL, Brandon Chillar.